# Station Raedersheim
Station Raedersheim is een spoorwegstation in de Franse gemeente Raedersheim.